# Chacobaardkoekoek
De chacobaardkoekoek (Nystalus maculatus striatipectus) is een vogel uit de familie Bucconidae (baardkoekoeken). De vogel werd in 1854 als soort door Philip Lutley Sclater beschreven, maar staat sinds 2025 als ondersoort op de IOC World Bird List.

## Verspreiding en leefgebied
Deze ondersoort komt voor van oostelijk Bolivia tot het zuidelijke deel van Centraal-Brazilië, zuidelijk via westelijk Paraguay tot centraal Argentinië.